# ISOCELL
ISOCELL je pokročilá technologie obrazových snímačů CMOS, kterou představila společnost Samsung Electronics v roce 2013.  
Po 4 letech byl tento název zaregistrován jako samostatná značka obrazových snímačů „ISOCELL®“. Na veletrhu Mobile World Congress (MWC) v Šanghaji to ohlašoval Ben Hur, viceprezident System LSI marketing v Samsung Electronics.
Společnost Samsung Electronics uspořádala Samsung Image Sensor Forum 2014 v Shenzhenu 22. září, kde představila své nejnovější technologie obrazových snímačů. Technologie ISOCELL dokázala poskytnout obraz s vyšším rozlišením a lepší reprodukci barev navzdory velmi malé velikosti pixelu 1,0 μm.

## Princip
Technologie ISOCELL od sebe izoluje sousední pixely fyzickou bariérou. Toto oddělení pixelů podstatně zvyšuje citlivost na světlo a umožňuje zachycení většího počtu dopadajících fotonů, což minimalizuje nežádoucí barevné přeslechy (crosstalk). Tímto způsobem umožňuje obrazovým snímačům poskytovat vyšší přesnost barev než BSI. ISOCELL také umožňuje snížit tloušťku obrazového čipu. Díky tomu mohou i ultratenká zařízení pořizovat fotografie vysoké kvality.  
Jako první obsahoval tuto novou technologii 8megapixelový obrazový snímač S5K4H5YB, který využívá pixely ISOCELL o velikosti 1,12 μm a má 1/4palcový optický formát.  
Obrazové snímače Samsung ISOCELL, v závislosti na jejich klíčových vlastnostech, spadají do čtyř kategorií: Bright, Fast, Slim a Dual.
- ISOCELL Bright se zaměřuje na použití při nízkém osvětlení, poskytuje ostrý obraz s vysokou přesností barev a sníženým šumem.
- ISOCELL Fast poskytuje co nejrychlejší autofocus na statické nebo pohybující se objekty i za horších světelných podmínek.
- ISOCELL Slim využívá co nejmenší pixely snímače dostupné na trhu, kolem 0,9 až 1,0 μm, pro pořízení vysoce kvalitních snímků pomocí nejtenčích zařízení.
- ISOCELL Dual kombinuje dva snímače.

## Historie
Zpočátku byly bariéry v ISOCELL vyrobeny z kovu a absorbovaly část fotonů, což snižovalo citlivost pixelů na světlo. V roce 2018 společnost Samsung představila novou technologii ISOCELL Plus. Společnost Samsung nahradila kovovou bariéru inovativním novým materiálem vyvinutým společností Fujifilm, který minimalizuje optické ztráty a odraz světla. Díky tomu se citlivost senzorů na světlo zvýšila až o 15 % a to umožnilo zmenšit velikosti jednotlivých pixelů bez snížení jejich účinnosti. ISOCELL Plus podle Samsungu umožní zvýšit barevnou věrnost a citlivost fotosenzorů až o 15 % a jednotlivé pixely mohou mít rozměry 0,8 μm a menší. Spodní části bariér však stále obsahovaly určité množství kovu, což vedlo k optické ztrátě. Technologie ISOCELL 2.0 nahradila spodní část bariér barevného filtru více reflexním materiálem. Díky zvýšené citlivosti na světlo umožňuje ISOCELL 2.0 ještě menším pixelům ve snímači absorbovat více světla a produkovat ještě živější obrázky se sníženým šumem. Světelná citlivost pixelů vzrostla o dalších 12 %.
V roce 2021 Samsung představila ISOCELL Auto 4AC, svůj první obrazový snímač určený pro automobily, který využívá technologické řešení CornerPixel. Jedná se o technologie, které kombinuje informace ze dvou fotodiod – jedna o velikosti 3,0 μm reaguje při slabém osvětlení, druhá o velikosti 1,0 μm je umístěná v rohu pro použití ve světlém prostředí.